# 시청각 매체
시청각 매체(視聽覺媒體)는 시각과 청각을 동시에 자극하는 상징체계에 강조점을 두고 이를 활용하여 정보를 전달하는 매체이다.

## 특징
시각적 매체와 청각적 매체가 결합하여 이러한 시청각 매체의 역할을 할 수 있으며, 사진, 그림 같은 정적인 자료를 제공하는 것만이 아니라 영상같이 동적인 자료를 제공한다.

## 종류
VTR, 비디오테이프, TV, 영화, DVD, PDP, PMP 등

## 교육적 특성
- 녹화와 시청의 즉시성: 시간에 구애받지 않고 제작, 시청이 가능하다.
- 내용 표현방식의 다양성: 다양한 표현양식으로 정보 전달이 가능하다.
- 반복사용: 녹화된 자료의 보관과 운용을 적절하게 하면 언제든지 반복 활용이 가능하다.
- 사실성: 시각정보와 청각정보가 함께 제공되어 시각자료와 비교해 높은 사실성을 가진다.
- 교수-학습내용의 표준화: 교수자의 교수기술에서의 차이로 인해 발생하는 문제를 최소화할 수 있고 교수-학습내용을 표준화하는 것이 가능하다.
- 개별학습을 위한 활용: 교수자 없이 개별적 학습을 위해 사용할 수 있다.

## 같이 보기
- 교육공학
- 교수매체

## 참고 문헌
- 노혜란·박선희·최미나, 《교육방법 및 교육공학》, 교육과학사, 2012, 265p
- 이지연, 《예비교사를 위한 실제적 교육방법 및 교육공학》, 서현사, 2008, 127p
- 박성익·임철일·이재경·최정임, 《교육방법의 교육공학적 이해》, 교육과학사, 2013, 279p